# Opstand in de Poetilov-fabriek
De Opstand in de Poetilov-fabriek (ook bekend als Kirovfabriek) was een opstand in de Russische stad Sint-Petersburg (destijds Petrograd geheten) in maart 1919.
Het begon allemaal met Maria Spiridonova, een populaire sociaal-revolutionaire politica. Zij werd op 10 februari 1919 gearresteerd, samen met 210 partijgenoten. Ze werd opgesloten in een psychiatrische inrichting. Later wist zij te ontsnappen.
De reden voor haar aanhouding was dat zij de terreur van de Tsjeka (politieke politie) bekritiseerde en de misstanden omtrent deze organisatie aan de kaak had gesteld.
In maart 1919 braken er in Petrograd twee heftige arbeidersstakingen uit. De arbeiders waren woedend over de opsluiting van Spiridonova. Op 10 maart 1919 nam de algemene vergadering van arbeiders van de Poetilov-fabriek, in tegenwoordigheid van tienduizend deelnemers, een proclamatie aan. "Deze regering is slechts een dictatuur van het centrale comité van de Communistische Partij, die regeert met behulp van de Tsjeka en de revolutionaire Tribunalen", zo stelden de arbeiders.
Voorts eisten de arbeiders in deze proclamatie dat alle macht aan de sovjets werd overgedragen, dat er vrijheid van verkiezingen voor de Sovjetburgers kwam, dat er een einde kwam aan de dwingende maatregelen tegen het hamsteren en dat Maria Spiridonova en haar revolutionaire kameraden werden vrijgelaten.
Op 12 en 13 maart brachten Lenin en Zinovjev een bezoek aan Poetilov-fabriek. Toen zij bij de fabriek aankwamen, werden zij uitgejouwd door een woedende arbeidersmassa.
Op 16 maart 1919 zetten detachementen van de Tsjeka de aanval in op de arbeiders van de Poetilov-fabriek. 900 opstandige arbeiders werden aangehouden. 200 van hen werden op de Sjlisselburg-vesting (even buiten Petrograd) geëxecuteerd.
Alle arbeiders van de fabriek werden nu ontslagen. Iedereen die weer aan het werk wilde, moest eerst een verklaring tekenen waarin hij de proclamatie van 10 maart verwierp.
Het voorval in de Poetilov-fabriek is tekenend voor de wijze waarop de nieuwe leiding van Rusland omging met stakende arbeiders. Stakingen jegens het tsaristisch bewind werden vroeger aangemoedigd; stakingen jegens de bolsjewieken waren echter streng verboden.